# Rosenstraße
La Rosenstraße ou Rosenstrasse (« rue des Roses ») est une rue de Berlin en Allemagne.

## Situation et accès
Rosenstraße est située dans le quartier de Mitte, au cœur de la ville de Berlin.

## Origine du nom
Le nom Rosenstraße signifie littéralement rue des Roses.

## Historique
Elle est devenue célèbre en raison des manifestations de femmes allemandes (classées comme « aryennes » par le régime nazi à la suite des lois de Nuremberg) pour obtenir la libération de leur époux et enfants classés comme « juifs » qui venaient d'être arrêtés. Ces manifestations ont lieu du 27 février 1943 au 6 mars 1943.
Alors que les juifs conjoints de femmes allemandes (en raison de mariages antérieurs aux lois de Nuremberg), bénéficiaient d'une certaine protection, la défaite de Stalingrad en février 1943 pousse Joseph Goebbels, ministre de la Propagande, mais aussi responsable de Berlin, à lancer une rafle contre les juifs présents dans la capitale. Mais le rassemblement d'épouses devant le lieu de détention de la Rosenstrasse aboutit à la libération des juifs arrêtés.
Cet épisode de l'histoire du Troisième Reich et de la Shoah constitue le sujet d'un film de Margarethe von Trotta, Rosenstrasse (2003).

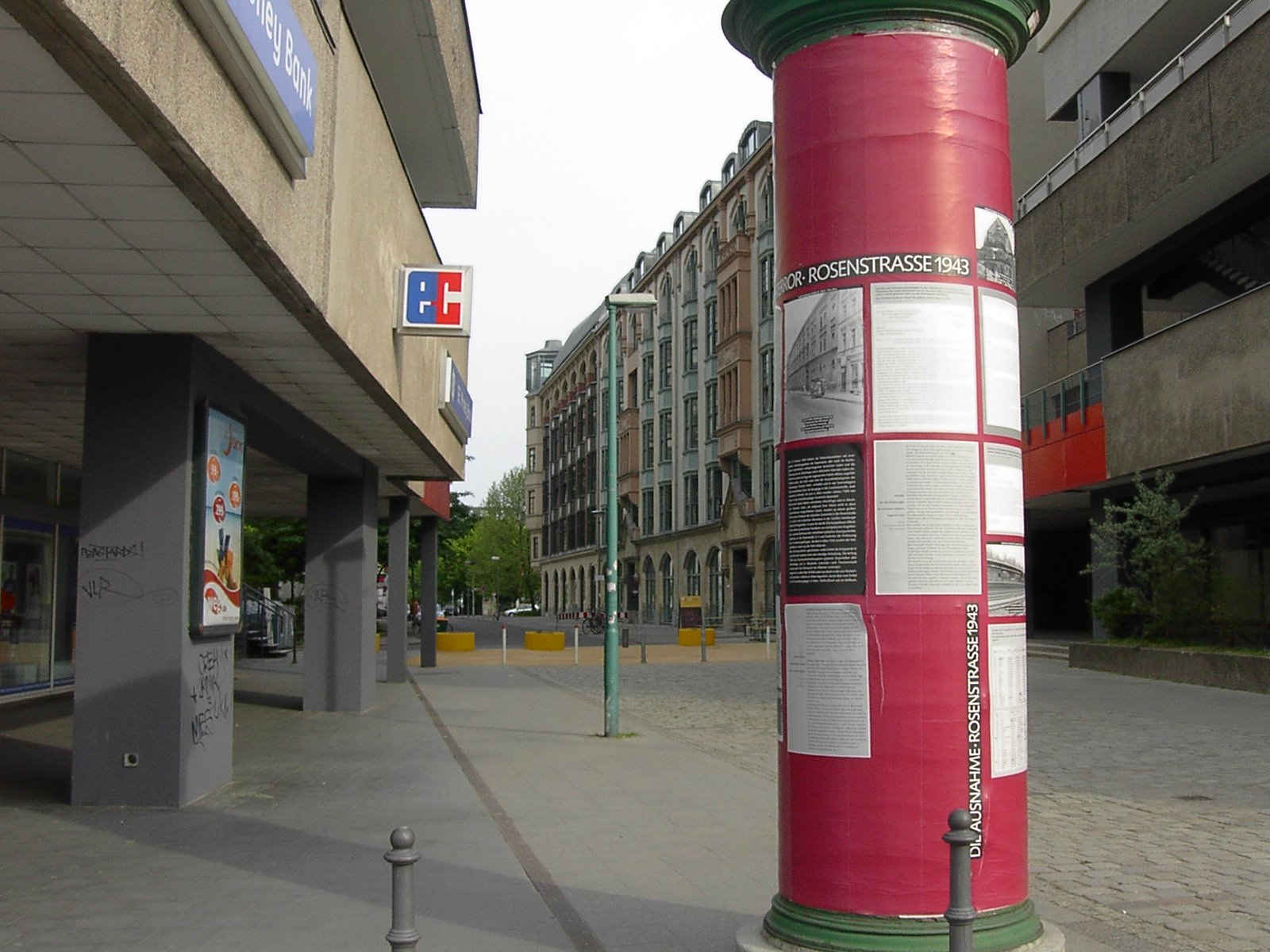
La Rosenstrasse de nos jours : bien que la rue ait changé d'aspect avec les années, on note la présence de la colonne rose qui fournit divers renseignements à propos de l'évènement

### Contexte
Bien que les juifs d'Allemagne aient commencé à être déportés bien avant la rafle du 27 février, certains d'entre eux y échappaient grâce à quelques exceptions aux lois de Nuremberg. Sont épargnés les juifs travaillant dans des usines indispensables à la Wehrmacht ainsi que les juifs mariés à une épouse allemande de souche aryenne. 
Ces derniers sont nommés les Mischehen (« couples mixtes »), privés de la majorité de leurs biens et travaillant dans des usines. Au début, le parti nazi poussait ces femmes allemandes de bonne race à divorcer, ce qui permettait alors l'arrestation du juif délaissé. Mais les liens affectifs l'emportent le plus souvent sur ces pressions et rares sont les Allemandes qui divorcent. 
Au début de 1943, ces exceptions sont abrogées à cause de la défaite de Stalingrad : le régime nazi, qui proclame la guerre totale, veut en finir au plus vite avec les juifs, craignant de ne pouvoir aller atteindre son objectif (l'élimination des juifs en Europe) vu le retournement de la situation militaire en URSS. C'est notamment le cas de Joseph Goebbels, responsable de Berlin et de sa région, qui depuis quelque temps rêve de « débarrasser Berlin une bonne fois pour toutes de la présence juive », qui lance alors une rafle au cœur de la capitale de l'Allemagne.

### L'affaire de la Rosenstrasse

#### La rafle des conjoints juifs
À partir du 27 février 1943, les soldats de la 1re division SS Leibstandarte Adolf Hitler commencent à arrêter de façon massive les derniers juifs présents à Berlin. Les Mischehen sont arrêtés sur leurs lieux de travail, tandis que la Gestapo a pour ordre de s'occuper de leurs enfants, les Mischlinge (métis, en allemand). À la fin de la journée, la division SS a eu l'occasion d'appréhender plus de 7 000 juifs, dont 1 700 qui y avaient échappé jusqu'à présent grâce à leurs épouses allemandes non-juives. Tandis que certains sont déjà en route vers les camps d'extermination, d'autres sont sous verrou dans cinq prisons berlinoises, dont deux temporaires, mises en place pour cette occasion. L'une d'entre elles se situe dans un ancien bureau d’aide sociale de la communauté juive, au 2-4 Rosenstrasse.

#### Le rassemblement des épouses
Les épouses allemandes, constatant l'absence de leurs maris, commencent à se rendre à Rosenstrasse et au fil des heures, de plus en plus d'Allemandes rejoignent dans la rue celles déjà présentes. À la fin de la journée, on en compte plus de 200, dont certaines n'hésitent pas à passer la nuit dehors. Le lendemain, le nombre de contestataires a doublé, et leurs revendications se font de plus en plus fortes. Ni la sombre présence du bureau de la Gestapo s'occupant des affaires juives tout près du lieu du rassemblement, ni l'encadrement du mouvement par les SS ne parviennent à ébranler le moral des épouses. L'énervement va croissant et quelques altercations ont même lieu entre manifestantes et forces de l'ordre.

#### Réaction des autorités nazies
Outre la surveillance de la manifestation, les autorités, exaspérées et toujours aussi décidées à faire appliquer l'ordre de rafle, commencent à faire pression auprès des Allemandes. Dans un premier temps, les SS menacent d'utiliser leurs armes à feu, s'ensuit alors la dispersion des manifestantes sous les porches avoisinants ou sous un viaduc à proximité. La frayeur passée, elles reviennent à nouveau, et relancent leur exigence de libérer leurs conjoints. Le 5 mars, la Gestapo intervient et fait déplacer quelques dizaines de femmes. Voyant le peu d'effet que provoque cette action, une jeep SS fait irruption au milieu de la foule mécontente et quelques soldats font feu à l'aide de mitraillettes dans le but d'effrayer les femmes. Ces dernières courent en tous sens, mais à nouveau reviennent à la prison peu de temps après.

#### Annulation de la rafle
Le 6 mars, les arrestations sont interrompues, les détenus mariés à des femmes allemandes et les enfants sont libérés. L'autorité nazie va même jusqu'à rechercher 25 juifs mariés qui avaient déjà été transférés à Auschwitz.
Afin de justifier cette annulation de la rafle, l'administration nazie argumente sur le fait que cette rafle était une erreur de la part de la Gestapo, et que jamais les juifs mariés à des Allemandes n'auraient dû être inquiétés. Par la suite, ces juifs ne sont effectivement plus inquiétés par l'antisémitisme du pouvoir et la majorité d'entre eux survivent à la guerre.

#### Les causes de l'annulation

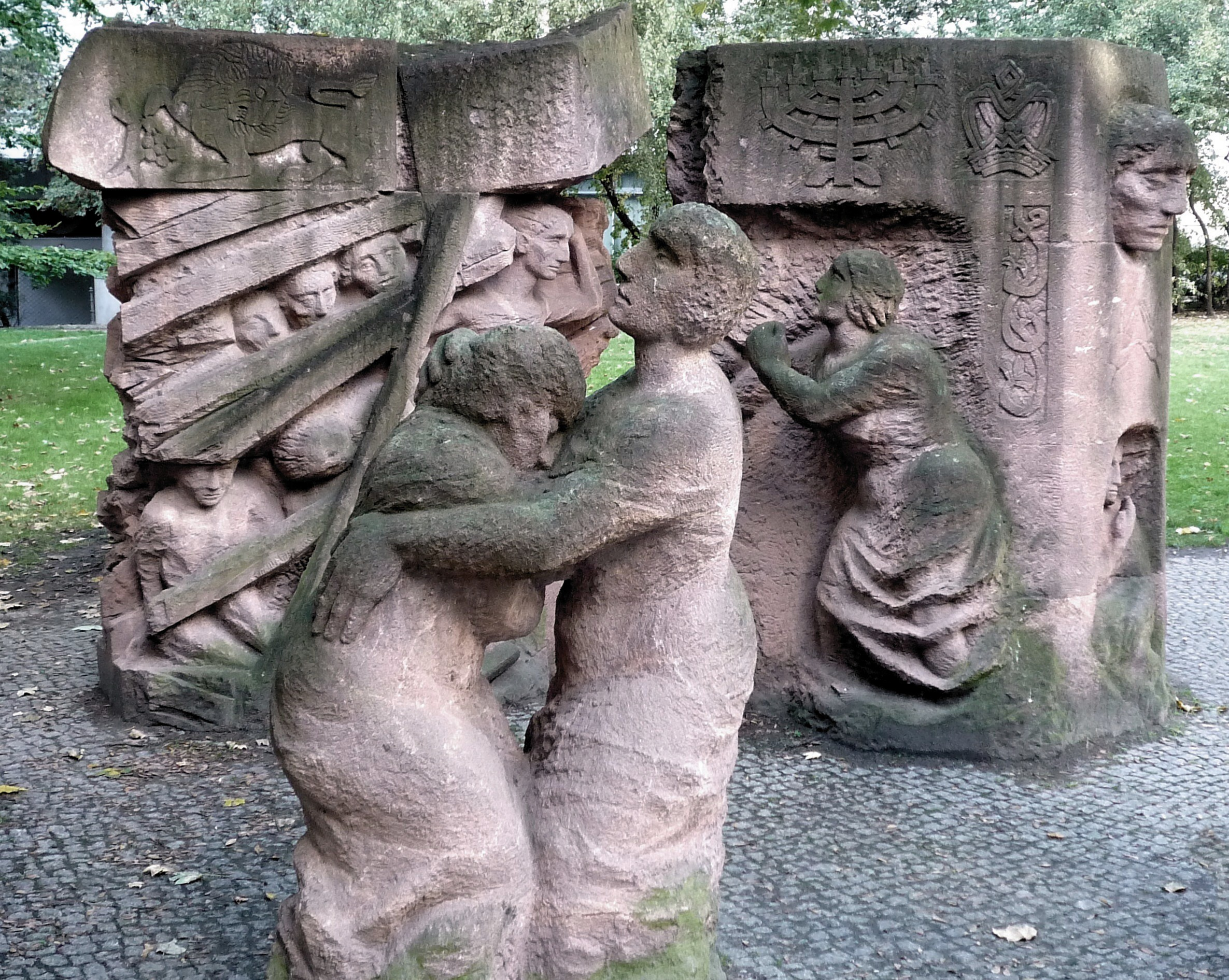
Block den Frauen, mémorial aux manifestantes réalisée par Ingeborg Hunzinger en 1985 (Berlin-Mitte).

La première explication apportée impute cette curieuse décision au contexte. En 1943, la machine de guerre allemande n'est plus aussi certaine qu'au début du conflit de l'emporter. La capitulation de la 6ème Armée à Stalingrad et le sort incertain des 90 000 prisonniers minent considérablement le moral général des Allemands, alors très bas. Des agitations au sein même de l'Allemagne ne seraient pas sans conséquence sur le moral et pourraient même entraîner l'opinion publique à douter du gouvernement en place. Ainsi, tandis que les dirigeants espèrent un affaissement du front de résistance intérieure, celui-ci pourrait justement se fortifier. Les Allemands pourraient également commencer à remettre en cause la déportation des Juifs en elle-même, puisque les habitants d'autres villes pourraient y voir un exemple de résistance face à ces arrestations et décider à leur tour de protester, ce qui entraînerait dès lors une instabilité générale au sein de la nation. Il apparaissait donc nécessaire d'écourter l'évènement de la Rosenstrasse au plus vite. Voyant que les intimidations échouaient, l'autorité préféra se plier aux demandes pour que les protestataires, heureuses de la décision, cessent ainsi leurs paroles véhémentes envers l'Etat. Il ne restait plus aux nazis qu'à camoufler l'affaire, et la propagation du mouvement de protestation fut arrêtée.
Cependant, l'historien Peter Longerich ne soutient pas cette hypothèse. Il est plutôt en faveur de l'erreur administrative imputable à la Gestapo de Berlin  qui avait outrepassé les instructions émanant du RSHA : les couples mixtes n'auraient jamais eu à subir cette déportation et l'administration a ainsi corrigé son erreur en libérant les victimes de cette erreur. Toutefois, on ne peut pas accorder beaucoup de fiabilité à cette hypothèse. En effet les réactions de Leopold Gutterer, adjoint de Goebbels, approuvent la volonté de Goebbels de faire cesser la protestation et d'éviter sa propagation. L'historien Raul Hilberg va également en ce sens, en mettant en avant que laisser faire les femmes de la Rosenstrasse aurait compromis la solution finale.

## Hommages
Le film Rosenstrasse de Margarethe von Trotta, sorti en 2003, retrace l'histoire de cette manifestation.